# Microcerculus
Microcerculus är ett fågelsläkte i familjen gärdsmygar inom ordningen tättingar med fyra arter som förekommer från södra Mexiko till Amazonområdet:
- Näktergalsgärdsmyg (M. philomela)
- Fjällbröstad gärdsmyg (M. marginatus)
- Flöjtgärdsmyg (M. ustulatus)
- Bamblagärdsmyg (M. bambla)